# گویش همدانی
گویش همدانی (هِمِدانی) یکی از گویش‌های فارسی است که در شهر همدان صحبت می‌شود. این گویش پیوند نزدیکی با گویش‌های دیگر استان همدان چون مرگانه‌ای، ملایری، تویسرکانی و اسدآبادی دارد. اکثر کارشناسان معتقدند که گویش همدانی بازمانده زبان پارسی میانه است. بر پایه یک پژوهش گویش کنونی همدان ربطی به زبان قدیمی شهر همدان ندارد از آن رو که گویش کنونی گویشی از فارسی است و زبان قدیمی همدان زبانی مستقل از فارسی و از شاخه زبان‌های ایرانی شمال غربی بوده و احتمالاً زبان کلیمیان همدان بوده است.

## گویش همدان در گذر تاریخ
همدان و توابع آن، ازدیرباز، دارای فرهنگی ریشه‌دار و غنی بوده است، که قدمت برخی از عناصر آن به تحقیق برابر تاریخ سه‌هزار سالهٔ شهر برابر بوده است. قراینی هست که می‌توان دانست تحولات و دگرگونی‌هایی که سابقأ و در طول تاریخ، در فرهنگ عامیانهٔ این ولایت رخ داده، به سبب «پویا» (Dynamic) نبودن جامعه یا کندی جریان‌های زیرساختی آن، به اندازهٔ امروز، سریع و زوال‌آور نبوده، و از اینرو جریان‌های روساختی ـ از جمله فرهنگ‌های محلی، و فرهنگ عامیانهٔ همدان نیز کمتر دستخوش تحول و دگرگونی گشته است؛ زیرا فی‌المثل، بازماندهٔ زبان پارسی میانه، که در گویش مردم آن ولایت رسوب کرده، همواره به عنوان فهلویات نام برده یا مورد جستجو و تحقیق واقع گشته است.
منطقه همدان در دوران پیش از اسلام «ماد»، در دوران میانه «ایالت جبال» (کوهستان)، و در دورهٔ سلجوقی به بعد «عراق عجم» نامیده می‌شده است. از اینرو، زبان مشترک مردم آن ایالت را فهلوی نامیده و آثار ادبی آن را فهلویات گفته‌اند، که شامل سروده‌ها یا ترانه هجایی و سپس عروضی، یا اصطلاحاً اشعار «لُری» می‌باشد.
فهلویات قدیم همدان را هرگز نباید از مقولهٔ ادب عوام دانست، زیرا در آن ادوار گویش خواص نیز کمابیش فهلوی بوده است. فهلوی، اساساً گویشی است ویژهٔ مردم مغرب و جنوب غربی ایران زمین، در مقابل گویش «دری» که ویژهٔ مردم مشرق و خراسان است. سبک ادبی مشهور به «سبک عراقی هم‌ارز با سبک خراسانی و در حقیقت همان سبک فهلوی و در حقیقت دنبالهٔ طبیعی آن بوده است.»
پس از اسلام تا پیدایش نخستین آتار منثور و منظوم فارسی دری (سده‌های ۴ و ۵ ق)، ادب خواص همدان در قالب زبان عربی هم‌روند با ادب فهلوی بیان و نمایان می‌گردد. ادیبان همدان تا پایان سدهٔ ششم یا به عبارتی تا هجوم مغول بدان شهر (۶۱۷ ق) – و حتی پس از آن هم– کمابیش اشعار و ترانه‌های فهلوی، یعنی به زبان کهن و بومی و نیاکان خویش سروده‌اند.
علاوه بر این برخی پژوهشگران زبان رایج همدان در گذشته را زبان راجی دانسته و گویش کنونی همدانی را تحت تأثیر زبان راجی می‌دانند.

## عناصر دخیل در گویش همدانی
عناصری که طی شش یا هفت قرن اخیر در گویش و فرهنگ مردم همدان دخیل بوده اجمالاً از این قرار است:
- پس از حملهٔ عرب، مقداری واژه‌های عربی و روایات سامی.
- از قرن پنجم و ششم که آغاز دوران تسلط ترکان بر همهٔ ولایات ایران است، از زبان ترکی، واژه‌هایی در گویش روستایی همدان وارد گشته است. ورود این عناصر، عمومأ نتیجه و معلول تسلط پردامنهٔ ترکان در ایران زمین از سدهٔ پنجم و ششم و خصوصأ تسلط سیاسی و اجتماعی در عراق عجم و تشکیل دولت سلجوقیان عراق عجم بود. شهر همدان نزدیک به یک قرن (= سدهٔ ششم)، پایتخت سلجوقیان بوده و توابع و روستاهای آن نیز، هریک اقطاع سرکردگان سلجوقی و جولانگاه‌های تقهّر نظامی آنان بر یکدیگر بوده است.
- وجود و رسوخ عنصر یهودی در گویش همدان، چنان‌که مشهور است این قوم درنگهداری آداب و سنن خود سعی بلیغ داشته و گویا درمورد زبان محلی نیز، که از دیر باز بدان خوکرده و متکلم بوده‌اند، بی تأثیر نبوده است. خصوصاً آن که عمدهٔ جریان‌های اقتصادی و معاملات تجاری و داد و ستد با عوام و خواص توسط آنان صورت می‌گرفته است. چنان‌که مهم‌ترین راستا بازار کنونی شهر و یکی دو محلهٔ دیگر به نام آنان موسوم بوده است.[۹]

### نمونه
| فارسی          | همدانی    | ماخوذ از       | فارسی           | همدانی        | ماخوذ از          |
| -------------- | --------- | -------------- | --------------- | ------------- | ----------------- |
| نوعی روسری     | لِچک       | ارمنی          | لاف             | قُمپُز          | فرانسه یا انگلیسی |
| بی مادر        | یِسیر      | عربی           | بُتّه             | بُداغ          | فارسی-ترکی        |
| حیف            | مضمحل     | عربی           | برادر زن/شوهر   | قاین          | عبری یا ترکی      |
| بدجنس، بدترکیب | موتال     | ارمنی          | شایعه           | چِو            | کردی-ترکی         |
| خُرد، نرم       | نارین     | مغولی          | غارت            | تالان         | ترکی-کردی         |
| نوعی ساز       | مزقان     | روسی یا فرانسه | ارّهٔ دوسر        | مِشار          | عربی              |
| تلنگر          | چیلتیک    | ارمنی یا ترکی  | عمو، پسر عمو    | عم اوغلی      | عربی-ترکی         |
| دودمان         | تِفاغ      | عربی           | دختر خاله       | خالقِزی        | عربی-ترکی         |
| خرمن کوب       | جنجل      | عربی           | لاک پشت         | تُسباقه/اسباقه | فارسی-ترکی        |
| گردهمایی       | جرگه/جرقه | مغولی          | سرشیر، خامه     | قِیماق         | ترکی              |
| آهو            | مارال     | مغولی          | گاو پیشانی سفید | گاو قشغه      | فارسی-هندی        |
| آهو            | جیران     | ترکی           | گوجه فرنگی      | تماته         | انگلیسی           |

## ویژگی‌های آواشناسی گویش همدان
در هر حال گویش عامیانهٔ همدان از تأثیرات فهلوی و گویا عبری برخوردار بوده است. از ویژگی‌های دستوری گویش همدانی یکی همان ابتدا به کسر کردن، به هنگام تلفظ واژه‌هاست. مانند پِدَرِ مَن، سَرِ تُو که در گویش همدانی به صورت «پِدِرِ مَه»، یا «سِرِتُو» تلفظ می‌شوند. دیگری در حالت اضافهٔ اسم‌ها به ضمایر متصل در مورد دوم و سوم شخص حرف آخر اسم مکسور می‌شود، مانند «کتابِت» یا «سِرِش» و در مورد اول شخص حرف آخر اسم مضموم می‌شود، مانند: «خُودُم» یا «کِتابُم».
هنگام جمع بستن واژه‌ای باها، اگر حرف یکی مانده به حرف آخر فتحه باشد تبدیل به کسره می‌شود. پاکت‌ها می‌شود پاکتا (pâkEtâ)، کاغذها می‌شود کاغذا(kâqEzâ)، دفترها می‌شود دفترا (daftErâ).
واژه‌ها در حالت مفعولی به جای «را» ی فارسی نوشتاری واج /e/ می‌گیرند یا «را» در آنها به «ر» تبدیل می‌شود، مشابه گویش‌های بوشهری، دشتشتانی و آبادانی: ممدِ (محمد را)، غِذارِ (غذا را)، خانه رِ (خانه را)، اُنه (او را) و …
در گویش همدانی مجموعه واکه و صامت /ɒ:n/ که در گویش تهرانی در بیشتر واژه‌هایی که /n/ مستقل از /ɒ:/ نیست (به جز مثلاً در «اونا کُجان؟» یا واژه‌های مرکبی چون «بانفوذ») به /u:n/ تبدیل شده، بر خلاف لهجه تهرانی به /u:n/ تبدیل نشده و این مجموعه دوواجی همانند فارسی نوشتاری گفته می‌شود.
در این گویش حتی گاهی یک واژه جانشین یک جمله کوتاه می‌گردد برای مثل واژه (مَچیم.mačim) معنی جمله (من چه می‌دانم) را می‌رساند.
گویش مردم همدان میراث گرانبهائی است که از زبان‌های کهن ایرانی به یادگار مانده است و کاربرد واژه‌های کهن در این گویش بیانگر این موضوع است. برای مثل مصدرهای هشتن، اشکستن، اشکفتن، اشناختن، اساندن، اشاندن، و اناختن، که با ابتدا به کسر و با اضافه شدن علامت‌های ضمیر به فعل تبدیل می‌شوند؛ مثل از مصدر (اشنفتن = شنیدن): اشنفتم، اشنفتی، اشنفت، اشنفتیم، اشنفتین، اشنفتن و از مصدر هشتن (هلیدن): می یلیم، می یلی، می یله، هشتم، هشتی، هشت.

## ضمایر

### ضمایر فاعلی
مفرد
- مه (ma): من
- تو (to): تو
- اُ (o): او

جمع
- ما (mâ): ما
- شما (shomâ): شما
- اُنا (onâ): ایشان

### ضمایر مفعولی
مفرد
- مِنه (mene): مرا
- تُنه (tone): تو را
- اُنه (one): او را

جمع
- ما ره (mâre): ما را
- شما ره (shomâre): شما را
- اُنا ره (onâre): ایشان را

## آثار محلی همدانی
شاعران بسیاری در قرون معاصر بالاخص از حدود نیم قرن پیش، به سرودن اشعار و ترانه‌های محلی همدانی پرداخته‌اند که شاید در میان نخستین شاعران نوین همدان، ملا پروین سرشناس ترینشان باشد. وی چندین شعر به گویش محلی دارد که یکی از معروف‌ترین آنان اصطلاحات زنان است. از دیگر شاعران محلی سرای همدانی می‌توان به یاور همدانی، امین‌الله رضایی، حبیب رضایی پور، بهرام ترکمان، علی اکبر محمودی وثاق، ناصر مفرح ذات، شعبانعلی فرزانه و … را نام برد که در طی نیم قرن اخیر آثار بسیاری را به گویش بومی همدان پدیدآوردند. این آثار بعدها توسط عباس فیضی از دیگر شاعران بومی در دو کتاب به نام‌های آلاله‌های الوند و گلپونه‌های الوند جمع‌آوری شدند. اما نخستین آثار به گویش محلی همدان بسیار پیش از اینها در حدود هزار سال پیش پدید آمده‌اند. شاید بتوان باباطاهر عریان همدانی را نخستین شاعر محلی سرای همدانی دانست که بیش از سی صد و شست و پنج دوبیتی -و رباعی- و چند غزل و قصیده که به گویش قدیم همدان و در زبان پهلوی نوشته شده‌اند از او بجای مانده. همچنین نامه‌های عین القضات همدانی، اشعاری در قالب فهلویات را شامل می‌شود که کمابیش گویش قدیم مردم همدان را معرفی می‌کند.

## افعال گویش همدانی
برخی از فعل‌های گویش همدانی در دیگر گویش‌ها دیده نمی‌شود یا کمتر دیده می‌شود. این فعل‌ها عبارتند از:
- اِسّاندن/ساندن [es)sândan)]: که همان ستاندن است (گذشته:اساندم، اساندی، اساند- حال:می سانم، می سانی، می سانه- فعل امر: بسان)
- اِشّاندن/شاندن [eš)šândan)]: انداختن، پرت کردن (گذشته:اشاندم، اشاندی، اشاند- حال:می شانم، می‌شانی، می‌شانه- فعل امر: بشان)
- هَشتن [haštan]: به معنی گذاشتن (هلیدن)(گذشته:هشتم، هشتی، هشت- حال:می یلیم، می یلی، می یله- فعل امر: بیل)
- چِقّیدن [čeqqidan]: فرورفتن، خلیدن (گذشته:چقید- حال:می چقه)
- پشگیدن [pešgidan]: (فارسی رسمی پشنجیدن[۱۹])(فعل لازم) افشاندن، پاشیدن (گذشته:پشگید- حال:می پشگه)
- پِشکاندن: (فعل متعدی) افشاندن، پاشیدن
- تُمّیدن [tommidan]: تو رفتن چیزی (گذشته:تمید- حال:می تمه)
- تِنجیدن [tenjidan]: فشرده شدن و جمع شدن، منقبض شدن (گذشته:تنجید- حال:می تنجه)[۲۰]
- رُمّیدن [rommidan]: فروریختن، خراب شدن (گذشته:رمّید- حال:می رمّه)[۲۱]
- پِلمیدن [pelmidan]: له شدن و پخش شدن که معمولاً باعث آلوده شدن می‌شود (گذشته:پلمید- حال:می پلمه)
- پِلماندن: مالیدن (گذشته:پلماند- حال:می پلمانه)

شواندن(shuwandan): به هم زدن
- چولسیدن [čulsidan]: پلاسیدن
- وَخزادن [vaxzâdan]: برخاستن، بلند شدن، در واقع این فعل دگرش یافته ورخیزیدن/برخیزیدن می‌باشد؛ مثلاً برخیز می‌شود وخی (ورخیز)
- وِلایدن [velâydan]: له کردن، فشار دادن، و در اصطلاح عامیانه دزدیدن (گاهی به معنی خوردن نیز به کار می‌رود)
- گلّیدن [gellidan]: دراز کشیدن و خوابیدن، غِل خوردن
- دِروردن [derowrdan]: درآوردن. صدای واو در فعل درآوردن به‌شکل w ادا می‌شود
- دِلک [delak] + دادن: روبه جلو هل دادن
- کِرّیدن [kerridan]: کشیده شدن پوست روی جسم سخت که منجر به خراشیده شدن و زخمی شدن می‌شود ولی به خونریزی نمی‌افتد
- نشدن [nešdan]: نشستن

و …

## واژگان گویش همدانی
در زیر، گزیده‌ای از واژگان محلی آمده:
| رنگ‌ها      | رنگ‌ها        | نسب‌ها                      | نسب‌ها                                   | نام حیوانات          | نام حیوانات                  | خوراکی‌ها     | خوراکی‌ها       | اندام‌های بدن            | اندام‌های بدن        |
| فارسی رسمی | فارسی همدانی | فارسی رسمی                 | فارسی همدانی                            | فارسی رسمی           | فارسی همدانی                 | فارسی رسمی   | فارسی همدانی   | فارسی رسمی              | فارسی همدانی        |
| ---------- | ------------ | -------------------------- | --------------------------------------- | -------------------- | ---------------------------- | ------------ | -------------- | ----------------------- | ------------------- |
| صورتی      | آلا          | پدر                        | بِووه/بِووا/دادا/آدا                      | دار کوب              | درخت سُنبه                    | تخم مرغ      | مازوله         | بدن                     | لش/جان              |
| بنفش       | بِنوش         | مادر                       | نِنه                                     | گوساله نر بالغ       | کِلِچه                         | سرشیر/کره    | قِیماق/خاماتو   | مغز                     | مخ                  |
| سبز        | سوز          | خواهر                      | خوآر/اِوجی/آوِج (ی)                       | گنجشک                | میلیچ                        | گوجه         | گِوجه/تِماته     | استخوان جمجمه           | کدوله               |
| سرخ        | گُلی/مِلّه      | برادر                      | بِرار/گاگا                               | گرگ                  | قورد                         | گوجه فرنگی   | بادومجان فِرنگی | جلو و عقب جمجمه         | ملاج                |
| یشمی       | یبراقی       | پسر                        | کُر                                      | سگ                   | تازی                         | کشک          | قروت           | استخوان پشت گوش         | گلیجهٔ گوش           |
| کرم        | بِدِنی         | دختر                       | دخدر                                    | باز شکاری            | واشه                         | زالزالک      | گیویج          | مژه                     | مِجّه                 |
| آبی        | اِووی/آوی     | برادر بزرگ‌تر               | دامُلا/سرزایرا/میزّادا/میزّادادا           | پرستو                | بادخوره                      | کنجد         | کونجیت         | مردمک چشم/چشم /پلک/گونه | گُلّاره               |
| قرمز تیره  | سُخر          | خواهر بزرگ‌تر               | شاوِج (ی)/خامِج (ی)/خاماج                 | پروانه               | شِو پِره                       | سنجد         | سینجیت         | بناگوش                  | گِلِ گوش              |
| -          | -            | دایی                       | دای/یزنه/خالو                           | کلاغ                 | قِلاغ                         | زنجبیل       | زینجیفیل       | لب پایین                | لِوچ/لِوچه/گچ         |
| -          | -            | عمو                        | عم اوغلی/دادا                           | بزغاله               | اَملَک                         | کلم          | کِلرم           | بینی                    | پِت                  |
| -          | -            | خاله                       | دایزه/مادایزه                           | گاو                  | گِو/گاب                       | مویز         | مِیز            | سوراخ بینی              | گُلبه                |
| -          | -            | عمه                        | دده                                     | گاو وحشی             | گاو قشغه                     | ترب          | فیجیل          | حدقه چشم                | کانه                |
| -          | -            | دایی بزرگ                  | آددای/میزّا دای/میزّا یزنه                | هدهد                 | بوبو سلیمانی/شانه سر         | تربچه        | ترپ جیلّه       | مجرای اشک چشم           | ماق                 |
| -          | -            | دایی زاده                  | پسر دای (دایی پسر)/دخدر دای             | خروس                 | غوروس                        | تخمه         | چنجه           | مردمک چشم               | گُلّاره/بِبِک           |
| -          | -            | عمو زاده                   | عم اوغلی (پسر عم)/عم قزی                | جوجه تیغی            | گُروِه تیغینه                  | فلفل         | بیور           | لثه                     | روجونه/روچینه/چندر  |
| -          | -            | عمه زاده                   | عمه اوغلی/عمه قزی                       | گاو نر               | ورزِو                         | خیار چنبر    | شِو خیار        | چانه                    | چِنه                 |
| -          | -            | خاله زاده                  | خاله پسر/خالقزی                         | گاو ماده دو ساله     | نِو                           | نان          | نُن             | زبان                    | زِوان/زوآن           |
| -          | -            | پدربزرگ                    | آقا                                     | گوسفند               | گوسبند                       | زردچوبه      | زرچوئه         | دهان                    | دن/دان              |
| -          | -            | مادر بزرگ                  | نِنه/آنا                                 | شتر                  | اُشدُر                         | آب           | اِو             | بالا و پایین دهان       | پاساره              |
| -          | -            | زن دایی                    | زن دای                                  | سوسک                 | سیرسیک                       | پنیر         | پِندیر          | اطراف دهان              | دم                  |
| -          | -            | زن عمو                     | مامو                                    | قورباغه              | قُرباغه                       | پلو          | پِلِو            | گلو/گردن                | خِر                  |
| -          | -            | فرزند/کودک                 | بِوه/بِبه/روله                            | لاک‌پشت               | کاسه پُش/تُسباقه اُسباقه/سنگ پُش | سمنو         | سِمِنی           | حنجره                   | خِرتِناق              |
| -          | -            | مادر/پدر/برادر/خواهر ناتنی | (نِنه/پدر/برار/خوآر) اِوگی/اِنّه (فقط مادر) | بز نر                | تِکه                          | کله پاچه     | کِلبچ           | نای                     | خِرخِره               |
| -          | -            | فرزند مادر/پدر ناتنی       | اِنّه زا (ده)                             | گوسفند نر پنج ساله   | دِزمان                        | انگور شاهانی | شانی           | نایژه                   | نِیچه                |
| -          | -            | برادر زن/شوهر              | قاین                                    | گوسفند نر چهار ساله  | اِزمان                        | عدس          | مرجُمک          | مو                      | گیس                 |
| -          | -            | پدر زن/شوهر                | قاین بِووه/خُسُره نرّه                      | مورچه                | مورچانه                      | لبو          | لِبلِوو          | صورت                    | دیم/رو/پِت           |
| -          | -            | مادر زن/شوهر               | قاین نِنه/خُسُره مایّه                      | لک لک                | حاجی لِیلک                    | مربای آلبالو | خوشاب          | دست/شانه/بازو           | قُل                  |
| -          | -            | خاندان همسر                | قاینِ قُده/قُدا                            | گوسفند نر دو/سه ساله | اِوگج                         | آلوی درشت    | گالو           | مشد                     | مُشگ                 |
| -          | -            | برادر/خواهر شوهر           | شو برار/خوآر                            | گوسفند نر            | شیشک                         | گندم         | گنُّم            | شانه                    | شان                 |
| -          | -            | برادر زن                   | زن برار                                 | خرچنگ                | کِرچِن کِلاش                    | نبات         | نِوات           | زیر بغل به پایین        | قُلتُق                |
| -          | -            | خواهر زن                   | زن خوآر/خوازِنه                          | ملخ                  | سیرسیک                       | -            | -              | کتف                     | قوچان               |
| -          | -            | شوهر خواهر                 | یزنه                                    | بزکوهی               | کل                           | -            | -              | میان دو کتف/کمر         | گُرده                |
| -          | -            | فرزند آخر خانواده          | لانجین کلاش                             | گوسفند ماده          | میش                          | -            | -              | کمر                     | کول                 |
| -          | -            | -                          | -                                       | باز شکاری کوچک       | هیلا                         | -            | -              | پهلو/شکم                | پوُتّه                |
| -          | -            | -                          | -                                       | مرغ                  | مغر                          | -            | -              | باسن                    | اومه                |
| -          | -            | -                          | -                                       | جوجه خروس            | خوروس جیله                   | -            | -              | ران                     | لمّه                 |
| -          | -            | -                          | -                                       | بلدرچین              | بِدبِده                        | -            | -              | مقعد                    | پیزی/نیشین          |
| -          | -            | -                          | -                                       | جوجه                 | فیریک                        | -            | -              | طحال                    | دالّاخ               |
| -          | -            | -                          | -                                       | جغد                  | بایِّقوچ                       | -            | -              | زانو                    | کُنده                |
| -          | -            | -                          | -                                       | سار                  | سیاگِودانه                    | -            | -              | کشاله ران               | کِشِله                |
| -          | -            | -                          | -                                       | کبوتر                | کفدر                         | -            | -              | پستان                   | پسّان/موُسّانگ         |
| -          | -            | -                          | -                                       | قناری                | قندِهاری                      | -            | -              | قلب                     | دل                  |
| -          | -            | -                          | -                                       | بوقلمون              | بوقِلِمو                       | -            | -              | کلیه                    | گرداله              |
| -          | -            | -                          | -                                       | طاووس                | طِوس                          | -            | -              | دل و روده               | پُرتِلاغ/رِغِّ روده      |
| -          | -            | -                          | -                                       | سگ نر                | گمال                         | -            | -              | روده                    | تِخِلدان              |
| -          | -            | -                          | -                                       | گورکن                | چارچوقینه/پُرسُق               | -            | -              | شکم                     | اشگم/پوُتّه           |
| -          | -            | -                          | -                                       | راسو                 | پُرسُق                         | -            | -              | انگشت                   | انگوشد              |
| -          | -            | -                          | -                                       | گراز                 | دُنقُز                         | -            | -              | آرنج                    | کولانچه             |
| -          | -            | -                          | -                                       | کرگدن                | کلگِدنگ                       | -            | -              | آبگاه                   | اِوگا                |
| -          | -            | -                          | -                                       | اختاپوس/هشت پا       | دوآل پا                      | -            | -              | مُچ پا                   | قُل                  |
| -          | -            | -                          | -                                       | مارمولک              | مارمیلیک                     | -            | -              | استخوان                 | اسقانگ/اسخواین /قِلم |
| -          | -            | -                          | -                                       | مارمولک صحرایی       | قُمقُمه                        | -            | -              | مثانه                   | پُفِلنگ               |
| -          | -            | -                          | -                                       | رتیل                 | رُتِیلا                        | -            | -              | بیضه/آلت مردانه         | داشاق               |
| -          | -            | -                          | -                                       | سوسک صحرایی/خرخاکی   | چُسِنه                         | -            | -              | بیضه                    | خِیه/داشاق           |
| -          | -            | -                          | -                                       | سوسک خرمایی          | قاچاقان                      | -            | -              | رحِم                     | زِق/زِه/زِقدان/زِهدان   |
| -          | -            | -                          | -                                       | کفش دوزک             | پینه‌دوز                      | -            | -              | ستون فقرات              | مازه                |
| -          | -            | -                          | -                                       | شپش                  | ایشبیج                       | -            | -              | گوشت‌های طرفین فقرات     | پُش مازه             |
| -          | -            | -                          | -                                       | اژدها                | یوها                         | -            | -              | کام دهان                | سق                  |

| سایر                      | سایر                     | سایر                         | سایر               |
| فارسی                     | فارسی همدانی             | فارسی                        | فارسی همدانی       |
| ------------------------- | ------------------------ | ---------------------------- | ------------------ |
| پنجره/شیشه                | وِنِدیگ                    | ظرف استوانه ای شکل گِلی       | لانجین             |
| چرا/پس چرا                | سخ/پسخ/پچّرا/پچا          | ظرف سفالین/منسوب به لالجین   | للینی              |
| رعد و برق                 | آسمان غُرّه/آسمان قِرِمِّنه    | جرقه آتش (نیز در مقام صفت)   | آتیش پِلِشگه         |
| درگاهیِ در                 | دِرانه                    | از سر باز کردن/سمبل کردن     | آلام بولوم         |
| بزرگ                      | گپ/لُهُر/فِراخ              | آشغالدان                     | آلِشگوئه            |
| زیرزمین خانه              | سیزان                    | فال/شگون بد                  | اِتر                |
| بلند                      | باف                      | از آنِ/مالِ (تنها برای شخص)    | اِنِه                |
| وبا                       | واوا                     | واقعا/حقیقتا (پرسشی)         | اراسکانی/اراسی     |
| پل                        | کرپی                     | قطره                         | اشگه/پِشگه          |
| درخت                      | دار                      | اصیل/شریف/نجیب               | اصلِمنزاده          |
| آب                        | اِو                       | کنج/گوشه                     | سوک (ه)/اوسگوله    |
| شب                        | شِو                       | نگریستن                      | ایسوا + گرفتن/کردن |
| خواب                      | خِو                       | بام غلطان                    | بانگِلّان            |
| مذکر                      | نرّه                      | پیوند/لحیم/بند               | بس                 |
| مؤنث                      | مایّه                     | کوزه سفالی                   | بسّو                |
| نابودی                    | قِرّان                     | کوزه کوچک                    | بسّوله/بسدوله       |
| دلشوره                    | زِکِّنه                     | بچه کوچک و شیرخواره          | بِوِه                |
| قاشق                      | چمچه                     | لِه و پهن کردن                | پخچ                |
| ظرف دیزی                  | دوگوله                   | سرگین گوسفندان               | پِشگِل               |
| بشقاب                     | دِوری                     | طاقت/صبر/حوصله               | پِلگار              |
| جن                        | آل                       | آزار دادن/دست انداختن        | تِرِنگه + گرفتن      |
| وحشی                      | هِیوِره                    | تلاش/تقلا/آرزو               | تلواسه + زدن       |
| برای (تنها در مورد واقعه) | سِرانهٔ                    | فشرده شدن                    | تنجیدن             |
| یک                        | یِی                       | آرزومند/حسرت به دل (خوراک)   | تِمارْزو/تامارْزو     |
| سیزده                     | سینزِه                    | گلخن                         | تون                |
| غذا                       | آش                       | دسته/گردآمده                 | چپّه                |
| حمام                      | حموُم                     | سیلی                         | چک                 |
| کج                        | خُل                       | آب بینی                      | چِلم/چُلم            |
| دهان کجی                  | چِنه خُلّی                  | گِل                           | خرّه                |
| قد بلند، دراز             | دِیلاق                    | خاموش کردن                   | خف کردن            |
| خواستگاری                 | خوازمنی                  | سر و صورت                    | دِکِ دیم/سِرِ بشن      |
| نامزد (ی)                 | دسگیران                  | مشکل پسند/ایرادگیر           | دکمه پِسند          |
| بوته                      | بُداغ                     | آویزان                       | دِلِنگوآن            |
| آفتاب                     | اِفتِو/آفداب               | بچه‌های کوچک و شیرخواره       | زاق زاق توله       |
| مهتاب                     | مهتِو/مهداب               | عامل مرگ دیگران (توهین)      | سِرِخور              |
| تراس                      | مهدابی                   | هاون                         | سِرکو               |
| میان بر                   | چول بر                   | قسمت پیشین حیاط خانه         | سِنِوی               |
| لباس زیر                  | تُنِکه                     | سفت/سخت/مقاوم                | سیس                |
| شلوار                     | تُمّان                     | خونِ بر سر جراحت              | سیم                |
| اره دوسره                 | مِشار                     | نرم                          | شند                |
| دسته پول                  | رزمه                     | اتاق فرعی برای تابستان       | طِنِوی               |
| دسته گندم                 | بافه                     | جنب/پهلو                     | قِد/تِک              |
| قُلّه                       | تُکّه                      | کیسه پارچه ای پشت الاغ       | گوآل/جوآل/جِوال     |
| آلاکلنگ                   | دینگِلانه فیس/دینگِله فسان | پاشنه در                     | گیجین/گیجینگ       |
| بادکنک                    | پُفِلنگ                    | آمد و شد و جنبیدن بی جهت     | لِپِرگه              |
| سرسره                     | زیرلاخ/زیلّاق/کوف         | پایین/فروکشیده               | نِزم                |
| قبرستان                   | قورِسّان/مِزارْسان/ال قِبور   | کوتاه                        | کُلِه                |
| داخل                      | میان                     | ذره، ذره ذره                 | نوجّه، نوجّه نوجّه    |
| بیرون                     | در                       | نورِ اندک، سوسو               | نوزه               |
| چنگک باد دادن غلات        | یِواشین/یِواشان/یاواشان    | جست و خیز                    | ورجِله ورجِو         |
| وحشی                      | هِیوِره                    | نورد، چوب ورز دادن چونه خمیر | وردِنه              |
| چوب قالی‌شویی              | هِلِکو                     | ویران (در مقام نفرین)        | وروات/ورکو/ورصِلات  |
| وگرنه، اگرنه              | یاگینه/یِگینه             | پاروی برف روبی خاص همدان     | وزم                |
| بیل زدن                   | اسپار + کردن             | بازی کردن، پرسه زدن          | وهسو + زدن         |
| قندیل                     | چولور                    |                              |                    |

## ضرب‌المثل‌های همدانی
در زیر تعدادی از ضرب‌المثل‌ها (یا به همدانی متَل‌ها) ی گویشی همدان به تفکیک موضوع آمده‌اند:
مفید بودن:
یا مُغر شو تخم کن، یا خوروس بشو اِذان بده (یا مرغ شو و تخم بگذار، یا خروش بشو و اذان بده)
از دست رفتن فرصت:
تا تو فِرک رَخد بُکنی نِنه، مِنه سیا بَخد مُکُنی نِنه (تا تو فکر لباس عروسیم را بکنی مادر، مرا سیاه بخت می‌کنی)
آینده نگری:
دُخدَر به گَوّاره، مادر به تیکّه پاره (از وقتی که دختر در گهواره است، مادر باید در فکر جمع‌آوری جهازیه باشد)
همانندی:
دیگِ میگِلّه دِرِشه پیدا مُکُنه (دیگ غلت می‌خورد و درش را می‌یابد)
خودخواهی:
خودُم سیر و دِلُم سیر، بیمیره هرچی بِچّه یِتیمِ یِسیر (خودم سیر هستم و دلم هم سیر، هرچه بچه بی پدر و مادر است بمیرد)
عدالت:
خدا گنُّم داده خطی میانش (خداوند به نشانه عدالت میان گندم خطی قرار داده)
دوروئی:
نه سِرِمه بِشکن نه دامانِمه پر کن گردو (نه سرم را بشکن و نه دامنم را پر از گردو کن)
قناعت:
یِی سال بُخور نُنُ تِره، یِی عمر بُخور نُنُ کِره (یک سال نان و سبزی بخور و بجایش یک عمر نان کره بخور)
خصوصیات مردان و زنان:
مَه نُن ماخوام وا اَرده، چِکارُم وِ کار مَرده؟ (من نان می‌خواهم با ارده، چه کار به کار مرد دارم)
بی وفایی:
نُنِ جو خوردِمُ اَبرو لِر دادم، یار نِو گرفدِمُ توُنه وِل دادم (نان جو خوردم و ابرو را جماندم، یار نو گرفتم و تو را ترک کردم)
رفاقت:
هرچی تازش خوبه دوس کُنَش (هر چیزی تازه اش خوب اس ولی دوست قدیمی اش)
ارزش:
دُرِّ میانِ شِرّه (گنج در میان پارچه کهنه)
دشمنی:
دوسّی دوسّی می کِنه پوسّی (از راه رفاقت پوست را می کَند)

## اصطلاحات و عبارات همدانی
تکیه کلام‌ها و اصطلاحات بسیاری به‌طور روزمره در در زندگی مردم همدان به کار می‌روند که در زیر برخی از آنها آمده‌اند:
- آجُر (ِ لِتّه) پاره: در پاسخِ آره
- تامارزو: حسرت به دل
- جندالو: جنی شده
- پِتِ پیس: کثیف
- اِتَرِ نَسّی: نفوس بد
- عین گرگره شیرازی میچخره: بی‌قرار است
- نگمه: در پاسخِ نه
- یامان: در پاسخِ مامان به هنگامی که فرزند زیاد اذیت می‌کند؛ به معنی آماس
- به تونِ طِوَس: به درک!
- شی میوا بشه: چه می‌بایست بشود؟ در حال حاضر قرار است چه اتفاقی بیفتد؟
- پَچا اوجو موکونی: پس چرا این جوری می‌کنی؟
- میشه شی؟ : می‌شود چه؟ که چه بشود؟
- بِرِی شی ته: می‌خواهی چه کار؟
- لِشِ خِوِرِت، جان بکن یی دف: بجنب
- بینی: گویی، انگاری
- پَچا/پَچِّرا/پسخ: پس چرا
- پ ن پ: پس نه
- نِچّای: سردت نشود/سرما نخوری/اصطلاحی برای زرنگی نکردن
- تکِّ تَر (تک و طرح): قیافه
- بیوین توُنه خدا: نگاه کن تو رو خدا
- واسّا دیه: بایست دیگر
- اونجانه ره بیوین: آنجا را ببین
- بیزارِمان شد: پدرمان درآمد
- دِ دِرآ دَّر دِ: یالا برو بیرون
- آمِدیا: سریع فلان کار را انجام بده و بازگرد
- اُ وَخ: آن وقت
- ویلان مانده: نوعی نفرین
- ورکو/ورصِلات/وروات: نفرین: بر کوه/بر اذان/بر باد
- باع: علامت تعجب
- اَ کِردار دِر آمد: بیچاره شد
- گِل بِتّپه: درش را گل بگیرند؛ نسبت به بخت و اقبال[۳۲][۳۳][۳۴]

## نمونه آواز محلی همدانی
از مشخصات تعین گر هویت هر مردم، بیشک ترانه‌های محلی از مهم ترینشان هستند. در شهر همدان نیز همواره آوازهای سنتی و موسیقی‌های فولکلوریک، از مهم‌ترین مشخصه‌های ادب محلی این شهر بوده‌اند. یکی از انواع این موسیقی‌ها، اشعاری عامیانه معروف به ترانه‌های قالی بافی بوده‌اند که در اصل نوعی کارآوا سروده زنان قالی باف بوده است و زنان در موقع کار با خواندن این اشعار که بیشتر مضمون عشق و عاشقی داشته، کار خود را نظم می‌بخشیده‌اند. در زیر، نمونه ای از این ترانه‌های عامیانه آورده شده:
پسر:
یه یاری دارم میمانه ماهِ تاوان
هر شِو مینیشه لِوِ جوقِ خیاوان
یه یاری دارم قِدش میمانه راجی
هر شِو مینیشه پایِ دارِ حلاجی
دختر:
کاسه به دِست تو میری ماس بسّانی
کاسِت بشگِنه/ماسِت بیریزه اِگه مِنه نسّانی
میسّانی بسان نیمیسانی قورسان
حُکمِته هشتم گُلُم چشمهٔ هف پسان/رجوتِ کردم سینه قورسان
پسر:
افاده نِکن افاده خشکِ خالی
خودُم می‌دانم تو دخدِرِ حَمّالی
اِفاده نِکن اِفاده خُشگه خشگه
خودُم پول دادم نشاندمت درشگه
عسگِتِ بده بی یلم رویِ طخچه
هرکی بیوینه بِگه خدا بِوَخچه
دختر:
اگه ای سِفر بپای به مَ بخنی
کِشده می‌زنم به دیوار نخش بِوَنی
صد دِفه گفدم شانِتِ نزن شانُم
اُ نِنهٔ مُردت میشه دشمِنِ جانُم
پسر:
جیگِرت قربان که به جیگِرُم بنه
حرفاتِ زِدن هِمش شکر و قنه
قربانت برم که قربانی گرانه
صد تا قربانی زیر پای تو ویلانه
چشاته قربان چشات میمانه آهو
لِوات به دَنـُم میمانه بلگ کاهو
دختر:
ای بُرو بُرو تو شالاتان عالِمی
بِشِد شی بگم که پسِرِ خالِمی
سِرِ دوچخره وات اِفداده پیرنت
دوراَ جان مَ نِنت بشه قربانت
بِووات بیمیره نِنت بره گدایی
خوآرات بِفدن به روز بینِوایی
اگه ماخوایتُم عقدم بکن شِوانه
یه جوری بکن نِنهٔ مُردت نِدانه
می یلم میرم می‌مانی بسوز بسوز
صد سال بینیشی تای مَ نِداری دلسوز
پسر:
انگشتِریمِ ماخوام بکنم دو تا
حرفِ مردمِ برات مُکُنم کوتا
سرت مُکُنم چادِرای گران گران
بیای رد بشی ازی دِرِ گازران
دختر:
سرم نکنی چادِرای لِمو لِمو
ازُ می‌ترسم سِرُم بیاری هِوو
ای برو برو مِنه به تو نیمیدن
چاقو ضامندار زیر کت تو دیدن
کم برو بیا دِر حیاط خط بکش
مِنه نیمیدن به تو خجالت بکش
شوئر مُکُنم به اُ بالا بالاها
شوئر مُکُنم به اُ دِندان طلاها
پسر:
می یَلَم میرم خودت تنا می‌مانی
اَ تناگیری قدرِ مِنه میدانی
ای شِوای بُلن ماخابمُ وَخمیزم
یاد تو میفتم یه پیرن گوشت می‌ریزم
آواز ماخانم غم ا دلُم دِرایه
بَتَر یه غِمی سر غمُم میایه
همه:
عروسی بشه مثه عروسی لطفی همه بیگیرن لقمه به چه کلفتی
عروسی بشه مثه عروسی شاپور همه بینیشن پای منقل و پای وافور
این ترانه‌ها بیشتر مکالمات بین دو عاشق و معشوق است که با نازکشی دختر همراه بوده و در نهایت به ازدواج آن دو ختم می‌شود. این ترانه‌ها همچنین در مراسمات جشن نظیر عروسی‌ها هم جای خود را باز کرده بودند و تا همین امروز هم در ذهن مردم همدان باقی مانده‌اند.
از دیگر ترانه‌های محلی مردم همدان که در مراسمات عروسی خوانده می‌شده، ترانه چه شِو خوبی در قالب تخت حوضی بوده که پس از پایان مراسمات عروسی و به هنگام مشایعت عروس و داماد به خانه تازه خود، آن را می‌خوانده‌اند:
چه شِو خوبی شِو محبوبی قه قه قه خنِّه بِکن ای نِوگل خندان
کف کف کف کف بزِنین ای مطرب خوشخوان
باز مِوارک باد باز مِوارک باد مِنزل داماد
عِروسِ وارد کنین با چراغ و شادی که امشِو شِو عِروسی است و دامادی
ای قِوم داماد خرِّم و دلشاد
منتِظر مقدِمِ عِروس خود باشین بر سِرِ آن نازِنین نقل و نِوات پاشین
***
روی هر میزی چیده هر چیزی شکلات و شروِت و شیرینی و چایی
عِروس اَ را می‌رسه با خنِّه و شادی که امشِو شِو عِروسی است و دامادی
عِروس و داماد دو شاخ شمشاد باز مِوارک باد
عِروسِ وارد کنین با چراغ و شادی که امشِو شِو عِروسی است و دامادی
ای قِوم داماد خرِّم و دلشاد
منتِظر مقدِمِ عِروسِ خود باشین بر سِرِ آن نازِنین نقل و نِوات پاشین
و از این دست ترانه‌ها بسیار اند که در فرهنگ مردم رسوب کرده و نقش بسزایی در شکل‌گیری ادب عوام ایفا نموده‌اند.

## شعر با گویش همدانی

### یاور همدانی
نخستین شاعر معاصر که اشعارش با گویش همدانی را به انتشار رساند یاور همدانی بوده است.
کتاب او با نام سایه سار الوند در۶۰۰ صفحه به چاپ رسیده است، ترانه‌های محلی او به گویش و زبان همدانی ضمن پخش در برنامه‌های رادیو ایران، به زبان‌های دیگر ترجمه شده است. کتاب سایه سار الوند از منابع زبانشناسی دانشگاه هاروارد (گویش همدانی) قرار دارد.نمونهٔ شعر به گویش همدانی:
'
گل غم'
| مَ که هر شوو اَ یادَت پا به سر غم بی یَلم |  | ایمشوه سر به سر سینه ماتم بی یَلم     |
| نی یَله چو که اشکِ مَ که اَ چشمه چشم      |  | یی عالم جلوه ته ای فتنه عالم بی یلم  |
| روزگارَم، بگم شی، آخه واشت به میان     |  | چه جوری شرح ئی افسانه در هم بی یلم   |
| اشگُم و چولیده اَ چشمِ افق دم دم صبح     |  | تا به غمچای گل غم، شادی شبنم بی یلم  |
| لالِمُ و روشنای چشمای چمن عشق و امید    |  | به جیگر داغ تونه، وا دل خرم بی یلم   |
| بچه کوه غمُم آی باوا الوند بی یل       |  | تا وِرِ تخت نادر، گَواره مریم بی یلم    |
| وا یاد آبشور سیلوار هی اَسر هَوسِ        |  | حوض کوثر بی یلم، چشمه زمزم بی یلم    |
| غم نی یشتی که به بالین، غریبی سرم     |  | تای یاور دور اَ اُ، یار دِییی دم بی یلم |

### امین‌الله رضایی
دورنِما، اثری است از امین‌الله رضایی که به گویش فارسی همدانی سروده شده است:
| قَت و بالاشه اِپا، زلفاره تِو داده میا    |  | تُنگِلِهٔ اِوْ روشانِش هَشدِه، چه رَم ساده میا  |
| رنگاره مَّره بیَل، دورنِماشَم ایسپا بیگیر   |  | تابلومِ نقّاشی اَ سَربالا وایساده میا     |
| دِرِه یْ عباسِّواتم انگاری باغِ اِرِمه         |  | حوّاره سِی کُ، هِوائی شده، وَخزاده میا     |
| اُ که عِشقِش وِرِشِه، عالِم و آدم واشِشه       |  | عِجِوا عِشقِ مِنَم خطّشه فِرْساده میا          |
| میگِم وخون مُخورَم پِیْ سِرِ هر قِرْچه زِدِه ی    |  | کی سراغِ مِنِ اَ شور و شَر اِفتاده میا      |
| داغْمِه بَسْدِه رو دلُم، خاطِرِش اَ یاد میره مِی |  | دل میگه حِوْصِله کن، جَخ که خِوَر داده میا  |
| اتِرِ نسّی نِزَن، کار خُداره شی دیدی         |  | گِراته یْ کورِ کارات، جُفتِ جور اِفداده میا |
| بینیشَم چُتِّلی تُکّه یْ سِرِ الوند و بینم      |  | کی دییه مِثْدِ «اِمین» عاشقِ دلداده میا؟   |

### ترجمه
1. قد و بالایش را بنگر، زلف‌ها را تاب داده و می‌آید کوزه آب روی شانه اش گذاشته و چه ساده هم می‌آید.
2. رنگ‌ها را به ترتیب بگذار و دورنمایش را بایست و بنگر نقاشیِ تابلو ام از بالا ایستاده و می‌آید.
3. دره عباس‌آباد هم گویی باغ ارم است حوا را بنگر، چه هوایی شده، (یارم) بلند شده و می‌آید.
4. آن که عشق اش در کنارش است، عالم و آدم از آنش است عجیب است عشق من هم نامه ای فرستاده که می‌آید.
5. می‌گویم و خون می‌خورم پشت سر هر شخص بدبخت چه کسی سراغ من از شور و شر افتاده می‌آید.
6. زخمی روی دلم گذاشته که خاطرش مگر از یاد می‌رود دل می‌گوید صبر کن، (یار) خبر داده که سریعاً می‌آید.
7. نفوس بد نزن، کار خدا را چه دیده‌ای گره سخت مشکلات ات گشوده می‌شود و (یار) می‌آید.
8. چهارزانو بنشینم نوک کوه الوند و ببینم دیگر چه کسی مثل امین (تخلص شاعر) عاشق و دلداده می‌آید؟

شعر دیگر با نام اتفاقات ناگوار که تنها بخش‌هایی از آن در دست است، احتمالاً اثری از صادق عمادی بوده باشد:
| تِوبه کردم دیه زیلّاق نِخورم شِو زِدِتُم       |  | دامُلام گُفده بِشُم سخ کِت و کِوشِت دِرّیده     |
| وا دادام صُپّیه سینجیت می‌تکاندم که یِهِو    |  | شاقه اِشگِسده زِده لمّه و قُلُّم کِرّیده        |
| زینجیلِ گِو سیاهِ قِرتیده بود ا سِرِ شِو       |  | آره خیرات شده بخجِهِه رِ کِپ چریده         |
| اُ نِزیکای آسیِو دعوا شده شِو سِرِ اِو         |  | زِده وا چوق دا روُسم کلهٔ مِیتی تِلیده      |
| قُوزُلهٔ ترشی و کاسهٔ تِجِ ما مانده دیشِو      |  | دِرِ هف لانجین و ماندیم که اُناره کی دیده |
| مُرکّب هشته بودم تخجه جِواز سِرخور          |  | زِده گِلّیده هِمه ا لِوِ تخجه چُریده          |
| یادِمه برف لِهه آمد حموُمِ همسادِمان         |  | طاقِ زِسبان خانه تا کُمِّ دِرانش رُمیده       |
| ا اُ چیته که نِنم شِلته و لِچکّی داره        |  | دُخدِرِ خالقِزیمان چارقِد و چارشِو خِریده     |
| دامُلام داده بِشُم پول که بدم کیشمیش و مِیز |  | پولِه رِه یِی پِسِره ا کِفِ مُشگُم قپّیده        |

1. توبه کرده‌ام که دیگر سرسره بازی نکنم زیرا شب که شد برادر بزرگ ترم مرا زد و به من گفت: چرا سر شانه و کفشت پاره شده؟
2. با پدرم امروز صبحی درخت سنجد تکان می‌دادم که یک دفعه شاخه شکست و ران و بازوی مرا خراشید.
3. زنجیر آن گاو سیاه از آغاز شب پاره شده بود آری قربانی بشود که تمام باغچه را چریده.
4. شب نزدیکی‌های آسیاب دعوایی بر سر آب رخ داد چندان که آقا رستم با چوب زد سر مهدی را خرد و خمیر کرد.
5. دیشب کوزه کوچک ترشی و کاسه ثفل ما جا مانده کنار هفت لانجین (محله ای قدیمی در همدان) و ما منتظر شدیم تا ببینیم آن‌ها را چه کسی دیده است.
6. شیشه مرکب را گذاشته بودم روی طاقچه، جواد سرخور (نوعی توهین) با دست زده آن را غلتانده و تماماً از روی طاقچه جاری شده است.
7. یادم است برفاب آمد هنگام حمام رفتن زن همسایه مان که زائو بود طاق اتاق زائو تا کنج درگاهی آن فرو ریخت.
8. از همان چیت که مادرم دامن چین دار و روسری دارد دخترِ دختر خاله مان چارقد و چادر شب خریده.
9. برادر بزرگ ترم به من پول داد تا کشمش و مویز بخرم آن پول را یک پسری از دستم دزدید و رفت.